# Hemerodromia zarcana
Hemerodromia zarcana är en tvåvingeart som beskrevs av Vaillant och Moubayed 1998. Hemerodromia zarcana ingår i släktet Hemerodromia och familjen dansflugor. Inga underarter finns listade i Catalogue of Life.